# Pachycordyle kubotai
Pachycordyle kubotai är en nässeldjursart som beskrevs av Stepanjants, Timoshkin, Anokhin och Napara 2000. Pachycordyle kubotai ingår i släktet Pachycordyle och familjen Oceanidae. Inga underarter finns listade i Catalogue of Life.